# Stelmachowo (województwo podlaskie)
Stelmachowo – wieś w Polsce położona w województwie podlaskim, w powiecie białostockim, w gminie Tykocin.
Do 1950 roku miejscowość istniała gmina Stelmachowo. W latach 1975–1998 miejscowość położona była w województwie białostockim.
Wierni kościoła rzymskokatolickiego należą do parafii Parafia Trójcy Przenajświętszej w Tykocinie.

## Historia
W 1559 r. podczas przeprowadzania pomiary włócznej na miejscu wsi założono jeden z trzech folwarków starostwa tykocińskiego. W folwarku zbudowano kompleks zabudowań magazynowych i hodowlanych oraz wykopano stawy na Stelmachówce. Założono także ogród użytkowy, który w 1576 roku zajmował ponad 3 hektary. Przy drodze z Łopuchowa wzniesiony został dwór zarządców folwarku, a na południe od dworu zlokalizowano kwatery ogrodowe, a po przeciwnej stronie dworu rozciągał się do stawów dziedziniec gospodarczy otoczony licznymi budynkami. Po zniszczeniach spowodowanych Potopem szwedzkim porzucono stary folwark i w II połowie XVII w. założono nowe siedlisko, po przeciwnej stronie stawów i Stelmachówki. W 1661 r. starostwo tykocińskie zostało nadane Stefanowi Czarnieckiemu i przez jego córkę trafiło w ręce Branickich. W 1763 r. przy drodze ze starego folwarku do Kożuchowa zbudowano kamienną owczarnię, a w roku następnym kamienny spichlerz. Zapewne w tym czasie zbudowano też nowy dwór w starym dworzysku.

## Dwór
Znajdują się tutaj pozostałości oficyny dawnego pałacu (zniszczonego w 1915 roku w czasie I wojny światowej), która w okresie międzywojennym pełniła funkcję dworu - rezydencji właścicieli. Do oficyny dobudowano od frontu klasycystyczną kolumnadę z gankiem. Przed II wojną światową właścicielem majątku był Aleksander Kalikst Adam Rostworowski, który odziedziczył go po swojej matce, Leonii z hr. Potockich. W 1920 roku wydzierżawił on te dobra Szczęsnemu Władysławowi Stępczyńskiemu. Po wojnie majątek przejął PGR, który miał we dworze swoją siedzibę. W latach 80. XX wieku podczas remontu dwór został rozebrany z powodu złego stanu technicznego, a na odbudowę zabrakło funduszy. Obecnie budynki popegeerowskie przejął prywatny właściciel.
Z dawnego majątku pozostało kilka okazałych nieużytkowanych zabudowań, oraz gruzowisko z rozebranego dworu ze stojącym wśród nich portalem wejściowym i betonowym obrysem fundamentów.

## Zabytki
- park dworski, XVIII, nr rej.:575 z 10.02.1984[11].